# Deutsche Demokratische Freiheitspartei
Deutsche Demokratische Freiheitspartei, kurz DDFP (tschechisch Německá demokratická svobodomyslná strana) war eine politische Partei in der ersten tschechoslowakischen Republik, die einen Teil der deutschen Minderheit repräsentierte.

## Geschichte
Im September 1919 wurde die Deutsche Demokratische Freiheitspartei gegründet, die sich in der Tradition des deutschen Liberalismus Österreich-Ungarns und der früheren Deutschen Fortschrittspartei sah. Sie forderte die Autonomie der Sudetendeutschen, aber war kein radikaler Gegner des tschechoslowakischen Staates. Zu den Wählern gehörten Angehörige der freien Berufe, Intellektuelle sowie viele deutschsprachige Juden. Die Zeitung Bohemia stand ihr politisch nahe. Wichtige Repräsentanten waren Bruno Kafka, Ludwig Spiegel, Carl Kostka und Franz Bacher.
Bei den Parlamentswahlen 1920 trat sie mit einer eigenen Liste an. Zwischen 1928 und 1935 schloss sie sich mit der Gruppe Rosche zur Deutschen Arbeits- und Wirtschaftsgemeinschaft zusammen. Später bildete sie Listengemeinschaften mit ungarischen und karpatendeutschen Parteien.  Mit dem Aufstieg der Sudetendeutschen Partei verlor sie an Bedeutung.